# International Institute of Marine Surveying
Das International Institute of Marine Surveying (IIMS) ist eine unabhängige Sachverständigenorganisation. Es handelt sich um ein Institut mit Sitz in Hampshire (England).

## Ziele
Ziel der Organisation ist einerseits die Ausbildung von Sachverständigen, andererseits die Lobbyarbeit in den verschiedenen Gremien der maritimen Wirtschaft. So strebt das Institut die Anerkennung durch die IMO als NGO an. Weiterhin ist das IIMS in verschiedenen Normungsausschüssen des British Standards (BSI) tätig.

## Organisation
Die Gründungsversammlung von 31 Personen aus 18 Ländern fand am 14. August 1991 in London bei Baltic Exchange statt. 
Vorsitzender ist der von den Mitgliedern gewählte Präsident, der Unterstützung vom ebenfalls gewählten Vize-Präsident erfährt. Beide sind Directoren der Limited Company. Die Mitgliedschaft ist in verschiedenen Abstufungen möglich. Als Voraussetzung gelten Berufserfahrung in Jahren, Ausbildung sowie die Arbeit als Sachverständiger.